# 재기드 얼라이언스
《재기드 얼라이언스》(Jagged Alliance)는 일련의 전략 롤플레잉 비디오 게임 시리즈이다. 1995년 DOS로 발매된 《재기드 얼라이언스》로 시작해 총 3개의 본편과 기타 외전들로 구성됐다.
플레이어가 용병대대를 조작하여 다양한 임무를 수행하는 것이 목표이다. 턴제 전략, 4X 및 롤플레잉 요소가 배합된 복합적인 게임플레이가 특징이다.

## 게임
| 1995 | 재기드 얼라이언스                  |
| 1996 | 재기드 얼라이언스: 데들리 게임스   |
| 1997 |                                    |
| 1998 |                                    |
| 1999 | 재기드 얼라이언스 2                |
| 2000 | 재기드 얼라이언스 2: 미해결 임무   |
| 2001 |                                    |
| 2002 | 재기드 얼라이언스 2: 골드 팩       |
| 2003 |                                    |
| 2004 | 재기드 얼라이언스 2: 들불          |
| 2005 |                                    |
| 2006 |                                    |
| 2007 |                                    |
| 2008 |                                    |
| 2009 | 재기드 얼라이언스 DS               |
| 2010 |                                    |
| 2011 |                                    |
| 2012 | 재기드 얼라이언스 온라인           |
| 2012 | 재기드 얼라이언스: 백 인 액션      |
| 2012 | 재기드 얼라이언스: 크로스파이어    |
| 2013 | 재기드 얼라이언스: 플래시백        |
| 2014 |                                    |
| 2015 | 재기드 얼라이언스 온라인: 리로디드 |
| 2016 |                                    |
| 2017 |                                    |
| 2018 | 재기드 얼라이언스: 레이지!         |
| 2019 |                                    |
| 2020 |                                    |
| 2021 |                                    |
| 2022 |                                    |
| 2023 | 재기드 얼라이언스 3                |

## 그 외 매체
2007년 3월, 스트레티지 퍼스트가 《재기드 얼라이언스》에 기반한 영화판을 계획한 바다 있다고 전했다. 로스앤젤레스의 기업 유니언 엔터테인먼트가 영화각색권리를 매입했다.